# Bill Enos
Bill Enos (ur. 6 marca 1964) – amerykański snowboardzista. Nie startował na igrzyskach olimpijskich. Zajął 21. miejsce w gigancie na mistrzostwach w Lienzu. Najlepsze wyniki w Pucharze Świata osiągnął w sezonie 1995/1996, kiedy to zajął 18. miejsce w klasyfikacji generalnej.
W 1998 r. zakończył karierę.

## Sukcesy

### Mistrzostwa Świata
| Miejsce | Dzień       | Rok  | Miejscowość | Konkurencja | Zwycięzca      |
| ------- | ----------- | ---- | ----------- | ----------- | -------------- |
| 21.     | 27 stycznia | 1996 | Lienz       | Gigant      | Jeff Greenwood |

### Puchar Świata

#### Miejsca w klasyfikacji generalnej
- 1994/1995 - -
- 1995/1996 - 17.
- 1996/1997 - 75.
- 1997/1998 - 127.

#### Miejsca na podium
1. Kanbayashi – 10 lutego 1996 (Gigant) - 3. miejsce